# Anacardium fruticosum
Anacardium fruticosum là một loài thực vật có hoa trong họ Đào lộn hột. Loài này được J.Mitch. & S.A.Mori mô tả khoa học đầu tiên năm 1987.